# Las Viñas (Granada)

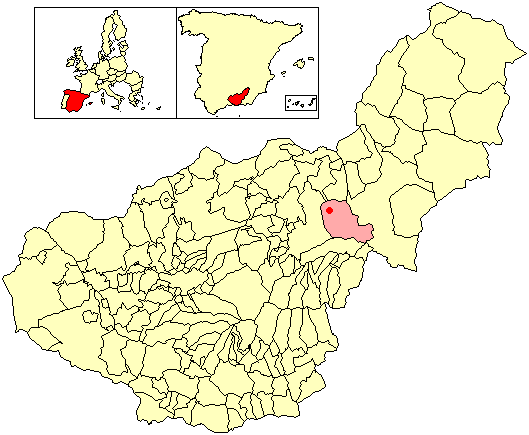
Situación de Las Viñas respecto al término municipal de Gor, en la provincia de Granada.

Las Viñas es una localidad y pedanía española perteneciente al municipio de Gor, en la provincia de Granada, comunidad autónoma de Andalucía. Está situada en la parte oriental de la comarca de Guadix. Cerca de esta localidad se encuentran los núcleos de Cenascuras, Estación de Gorafe y Hernán-Valle.
El pueblo se extiende a lo largo de tres kilómetros, en el margen izquierdo del río Gor, frente a Cenascuras. Dista a seis kilómetros de la capital del municipio, y a setenta y cinco de la ciudad de Granada.
Las Viñas se compone de tres barrios: Las Viñas de Arriba, Las Viñas de Abajo —también llamadas Poco Pan— y El Jueves Santo.
Las construcciones más abundantes son las casa-cuevas, viviendas excavadas en el talud del río, con una profundidad media de seis a ocho metros, lo que le confiere unas propiedades de aislamiento térmico y acústico excepcionales.

## Historia
Las Viñas han estado habitadas desde antiguo; así lo atestiguan los numerosos enterramientos megalíticos en los alrededores, como los restos de pobladores del Neolítico de Las Angosturas, los restos de la Vía Hercúlea —también llamada Vía Augusta— que atraviesa el territorio, y otros hallazgos que se exponen en el Museo de Gor.